# فصل برداشت (بازی)
فصل برداشت محصول (به انگلیسی: Harvest Moon) یک بازی ویدئویی در سبک شبیه‌سازی مزرعه‌داری و عنوان نخستین قسمت از مجموعه بازی‌های فصل برداشت است. این بازی اولین بار در ژاپن با عنوان (牧場物語-bokujou monogatari) به معنی داستان مزرعه برای کنسول سوپر نینتندو در اوت ۱۹۹۶ انتشار یافت. سپس در ژوئن ۱۹۹۷ توسط شرکت ناتسومه برای آمریکای شمالی و در تاریخ ۲۹ ژانویه ۱۹۹۸، در اروپا ارائه شد.
این بازی بعدها با همین عنوان برای سامانه مجازی نینتندو وی در اروپا و استرالیا در ۴ ژانویه ۲۰۰۸ و در آمریکای شمالی در ۱۱ فوریه همان سال عرضه شد.
فصل برداشت در رده‌بندی ای‌اس‌آربی دارای علامت KA به معنی کودکان یا E به معنی همه رده‌های سنی بوده و سبک آن شبیه‌سازی مزرعه و نقش‌آفرینی است.

## نمای بازی
بازی از نظر تصویری دارای زیبایی خاص خود است در حالی که به علت فناوری زمان خود و ویژگی‌های کنسول سوپر نینتندو دارای گرافیک بالا نیست. داستان این بازی در مورد پسری است که به روستا رفته و به نوسازی یک مزرعهٔ قدیمی و بایر می‌پردازد.

## روند بازی
روند این بازی و بیشتر بازی‌های این مجموعه، در مورد فعالیت‌های روزانه روستا است. بازی‌کن می‌تواند علاوه بر پرورش گیاهان و حیوانات، داخل روستا گردش کرده و با اهالی صحبت کند، دادوستد داشته باشد یا با دختر مورد علاقه‌اش ازدواج کند. هر سال در بازی به چهار فصل ۳۰ روزه تقسیم شده است. زمان شبانه‌روز در این بازی کوتاه است و به همین علت بازی‌کننده باید با زمان‌بندی درست کارهای روزانهٔ خود را انجام دهد تا با بیشترین کارایی بازی کرده و در آخر با بیشترین درآمد بازی را به پایان برساند.

### دنیای داخل بازی

خانهٔ شهردار

جهان داخلی در این بازی تشکیل شده از سه بخش مزرعه، روستا و جنگل است. مزرعه علاوه بر زمین اصلی و یک خانهٔ نیمه ویران، دارای دامداری، مرغداری و یک چاه آب خشک است. بخش روستا تشکیل شده است از خانه‌های اهالی و شهردار، فروشگاه‌های بذر، مرغ و دام، میدان اصلی و کلیسا است.